# Xilinhot
Xilinhot è una città della Cina, nella Mongolia interna. Capoluogo della Lega di Xilin Gol, nel 2010 aveva 245 886 abitanti.
A sud della città si trova l'importante area protetta di Xilin Gol Natural Steppe Protected Area.